# Loasovité

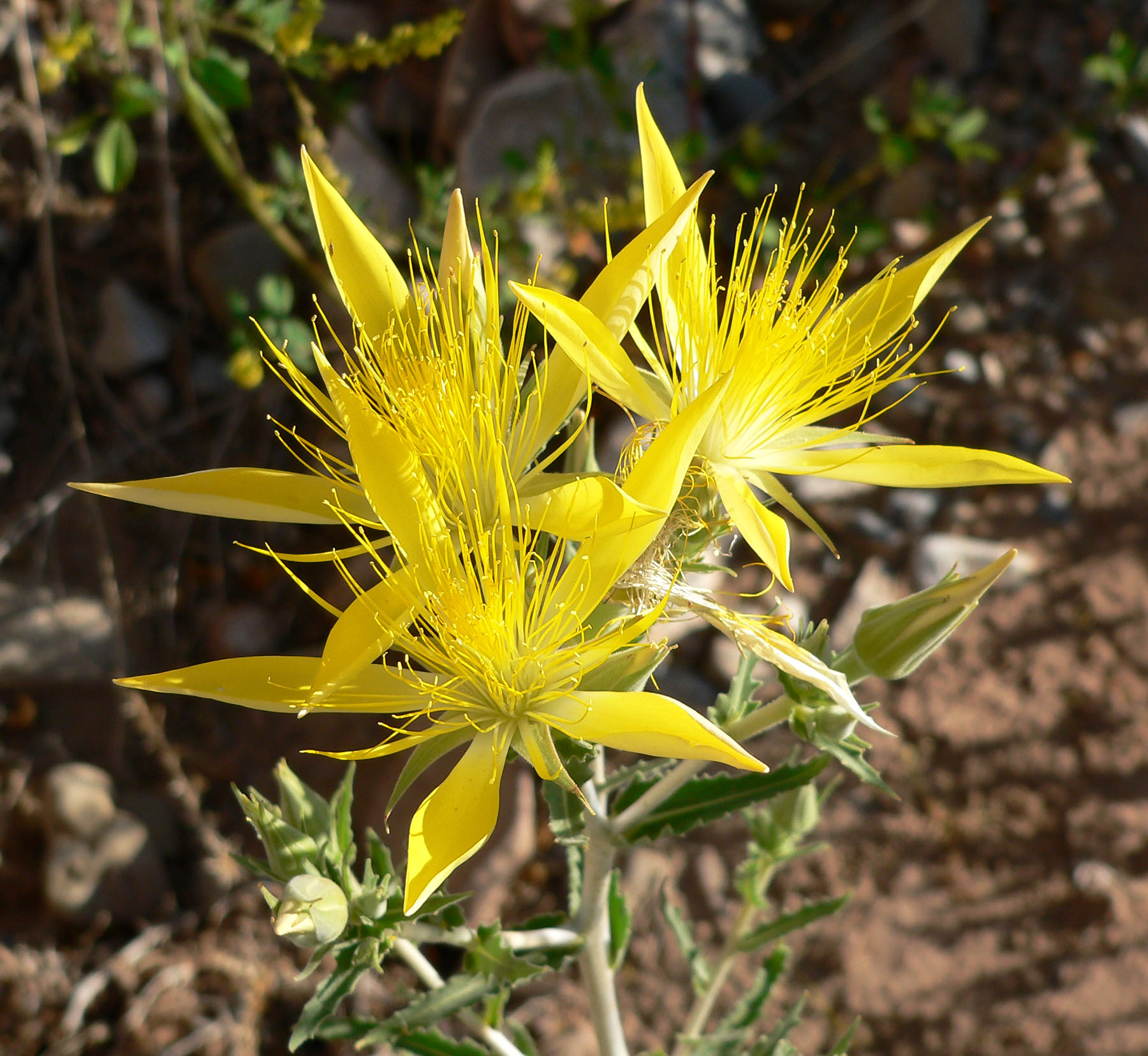
Mentzelia laevicaulis

Loasovité (Loasaceae) je čeleď vyšších dvouděložných rostlin z řádu dřínotvaré (Cornales). Jsou to převážně byliny a polokeře s jednoduchými nebo složenými listy a pětičetnými květy. Často jsou pokryté žahavými chlupy. Plodem je tobolka. Čeleď zahrnuje asi 260 druhů v 15 rodech. Je rozšířena v Americe a v malé míře i na některých jiných kontinentech.

## Popis
Loasovité jsou jednoleté nebo vytrvalé byliny a polokeře, výjimečně keře, liány nebo dokonce nízké stromy (Mentzelia arborescens). Některé byliny mají přízemní růžici nebo dřevnatějící horizontální oddenek. Byliny jsou většinou větvené již od báze se vzpřímenými nebo poléhavými stonky. V odění jsou vždy přítomny jemné nebo drsné jednoduché chlupy pokrývající celou rostlinu mimo kořenů, které jsou mnohdy žahavé. Někdy, zvl. u rodu Nasa jsou přítomny chlupy žlaznaté. Listy jsou vstřícné nebo střídavé, jednoduché nebo složené, laločnaté nebo zřídka celistvé, řapíkaté, bez palistů. Okraj čepele je většinou nepravidelně laločnatý nebo zubatý.
Květy jsou pravidelné, oboupohlavné, většinou pětičetné (zřídka 4 až 8četné), ve vrcholových květenstvích, obvykle podepřené 2 listeny, vzpřímené nebo nící. Kališní lístky jsou srostlé jen na bázi, výjimečně skoro k vrcholu, korunní lístky většinou volné, bílé, žluté nebo červené. Tyčinek je 5, 10 nebo mnoho. Semeník je svrchní nebo spodní, srostlý ze 3 až 5 plodolistů, jednokomůrkový, s jedinou čnělkou. Vajíček je obvykle mnoho, placentace je parietální. Plodem je pukavá nebo nepukavá tobolka, obvykle s vytrvalým kalichem. Semena obsahují bohatý olejnatý endosperm.

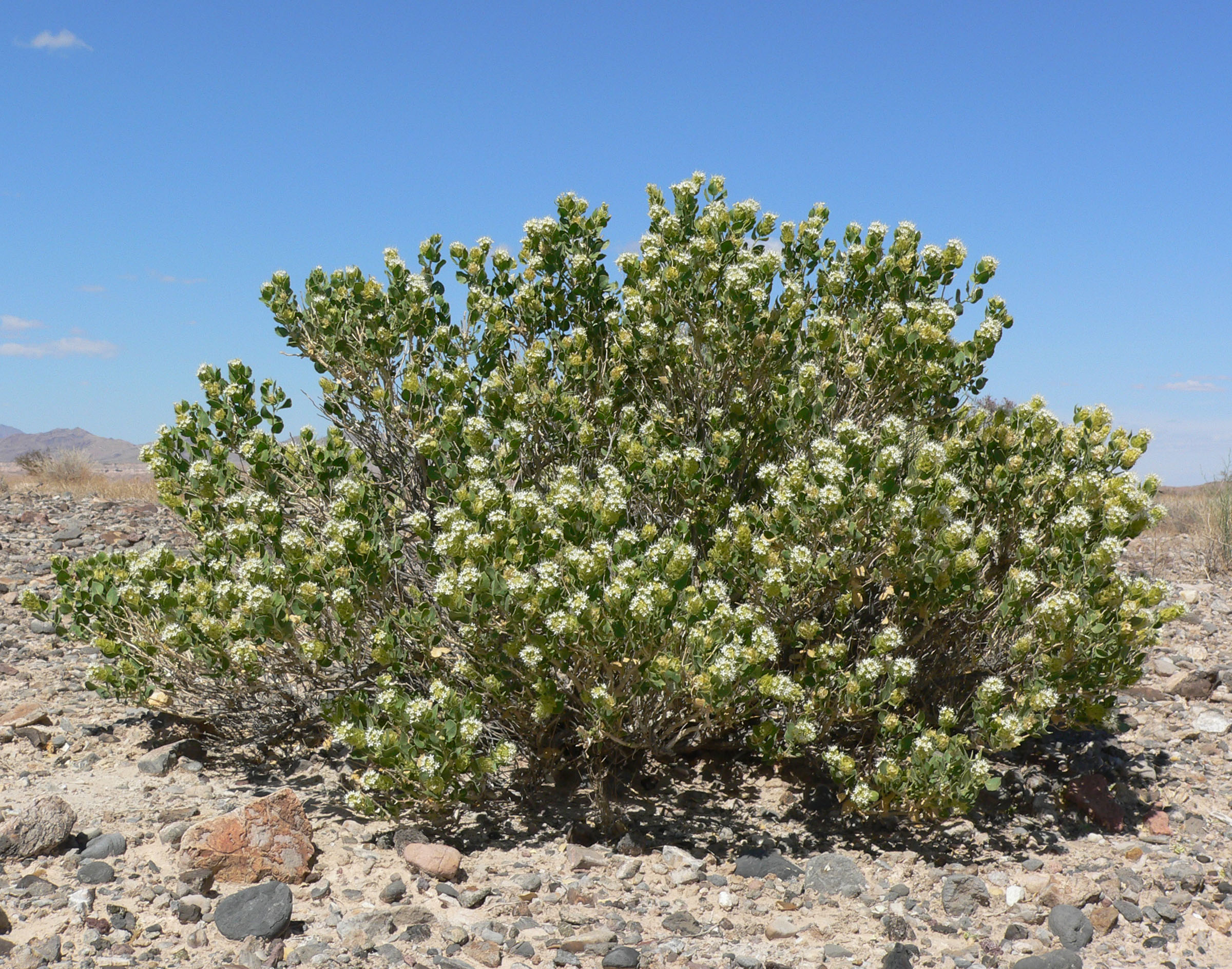
Petalonyx parryi
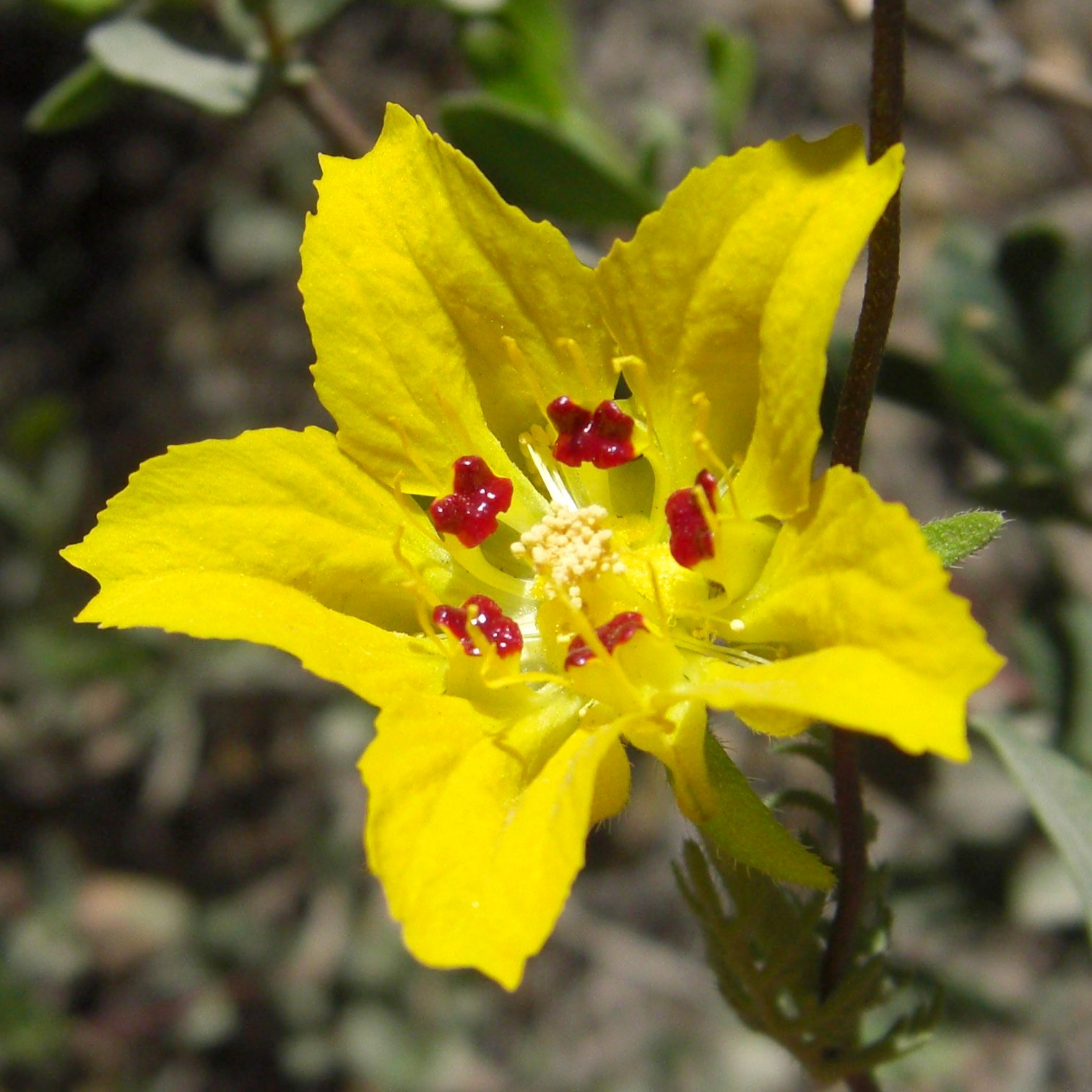
Scyphanthus stenocarpus
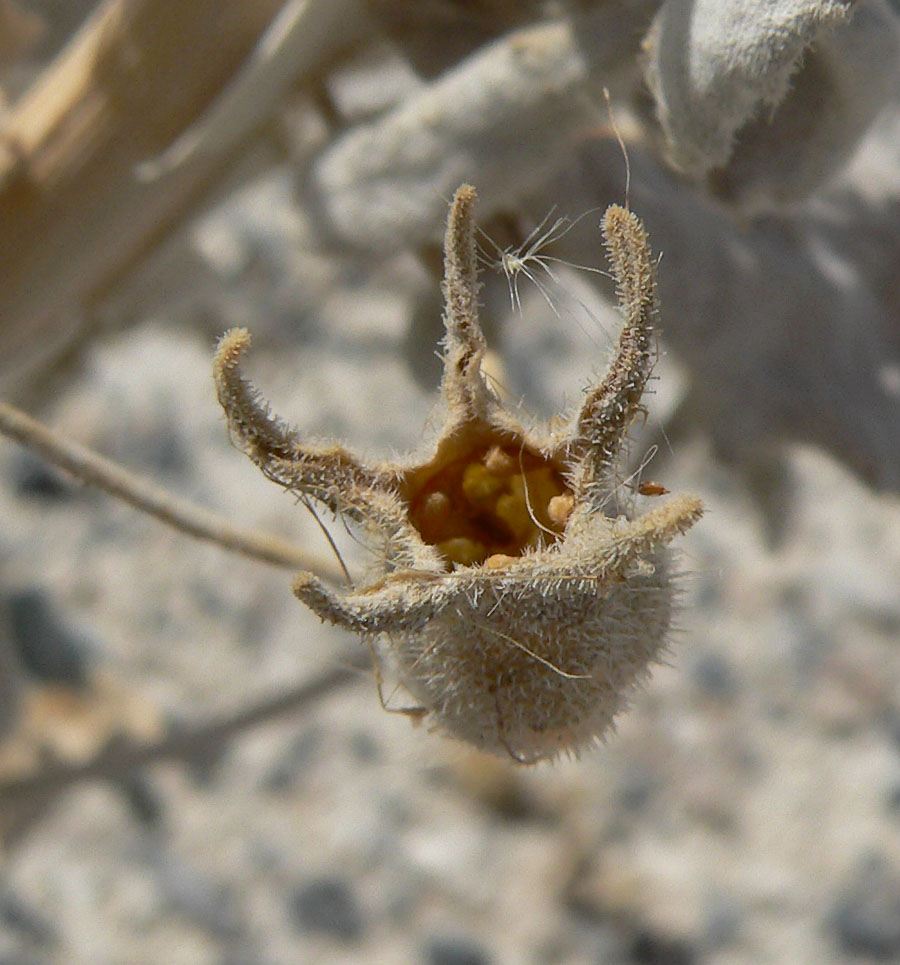
Detail plodu Mentzelia leucophylla

## Rozšíření
Čeleď zahrnuje asi 260 druhů v 15 rodech. Je rozšířena především v Americe od Kanady po Argentinu. Jediný rod se dvěma druhy se vyskytuje v Africe (Kissenia spathulata v tropické Africe a jihozápadní Arábii a Kissenia capensis v Kapsku). Na Markézských ostrovech v Oceánii je endemický rod Plakothira.
Centrum největší diverzity je v Andách, kde se mnoho druhů zvl. rodu Nasa vyskytuje v horském mlžném lese a některé dosahují nadmořské výšky až 4600 m. Další menší centrum je v subtropickém Mexiku, kde loasovité naopak rostou na suchých stanovištích. Několik druhů zasahuje v Severní Americe i na jihu Jižní Ameriky do mírného pásu. Největším rodem je Nasa (přes 200 druhů) a Caiophora (asi 60 druhů).

## Ekologické interakce
Loasovité jsou opylovány hmyzem. Šíření semen není příliš efektivní a tím lze vysvětlit množství endemických druhů. Droboučká semena některých druhů jsou šířena větrem. Plody některých druhů jsou nepukavé, obklopené chytlavými chlupy a jsou šířeny na srsti zvířat.

## Taxonomie
Některými morfologickými znaky, jako je placentace semeníku, tvar plodů, charakter chlupů v odění a struktura stonků se loasovité přibližují některých rodům sesterské dřevnaté čeledi hortenziovité (Hydrangeaceae).
V dřívějších systémech byla čeleď Loasaceae řazena buď do řádu Violales (Cronquist) nebo do samostatného řádu a dokonce i nadřádu (Dahlgren, Tachtadžjan)

## Zástupci
- loasa (Loasa)
- mentzelie (Mentzelia)
- svědivka (Caiophora)[4][5]

## Význam
Loasovité nemají mnoho využití. Některé druhy jsou v Andách využívány v lidovém léčitelství. Používají se při dýchacích obtížích, nachlazení a podobně.
Některé druhy jsou pěstovány jako zajímavost v botanických zahradách.

## Seznam rodů
Aosa,
Blumenbachia,
Caiophora,
Cevallia,
Chichicaste,
Eucnide,
Fuertesia,
Grausa,
Gronovia,
Huidobria,
Kissenia,
Klaprothia,
Loasa,
Mentzelia,
Nasa,
Petalonyx,
Pinnasa,
Plakothira,
Presliophytum,
Schismocarpus,
Scyphanthus,
Xylopodia